# やはたいも
やはたいも（八幡芋）は、山梨県甲斐市八幡地区で栽培されているサトイモ（里芋）。

## 概要
八幡地区をはじめ甲府盆地底部にあたる竜王は古来から盆地西部を流れる釜無川・御勅使川の氾濫原で頻繁に洪水被害が発生していたが、戦国期の甲斐国主武田信玄の頃には治水政策が行われ、御勅使川治水と竜王に築かれた信玄堤により釜無川本流が固定化され、竜王の地は開発が進められた。氾濫原であった竜王の地は河川の伏流水が田畑に浸み渡ることから、八幡地区をはじめとする竜王の土地は作物の栽培に適していたと言われ、これらの歴史的背景を元にした土壌の八幡地区で栽培される里芋は八幡芋と称され、現在でも地域の特産品となっている。

## 商標登録
この八幡芋は、非常に栄養価の高い芋であり、現在、生産量にも限界があることから、東京都内などには、銀座の一部料亭などに流通している。また、八幡芋の名称は、地域団体商標として以下の登録番号で現在、商標登録されている。
- 登録商標「やはたいも」商標第5018654号（地域団体商標）
- 中巨摩東部農業協同組合が2007年1月19日、指定商品「甲斐市西八幡地区産のさといも」として登録。